# 龍沙集團股份
龍沙集團股份有限公司，簡稱龍沙集團股份，以及龍沙集團（英語：Lonza Group Limited，SIX：LONN、SGX：O6Z），在1897年於瑞士設立，專門生產及銷售製藥，以及生物技術產品。
總部位於瑞士巴塞爾。而主要產品包括二氧化碳等。在1974年，被瑞士鋁業集團有限公司進行收購，後來在1999年，瑞鋁龍沙集團股份有限公司，已分拆了化工業務，在6月份於瑞士證券交易所上市，之後在2011年10月，以14億美元進行收購美國生化科技的Arch Chemicals，之後在10月21日，以介紹形式於新加坡交易所主板上市。

## 連結
- Lonza.com